# Нестеренко, Потап Варламович
Потап Варламович Нестеренко (8 декабря 1896, село Миновка, Новомосковский уезд, Екатеринославская губерния, Российская империя — 25 сентября 1973, посёлок Озаряновка, Бахмутский район, Донецкая область, Украинская ССР) — бригадир полеводческой бригады молочного совхоза «Никитовский» Министерства совхозов СССР, Константиновский район Сталинской области, Украинская ССР. Герой Социалистического Труда (1949).

## Биография
Родился в 1896 году в крестьянской семье в селе Миновка Новомосковского уезда. Окончил два класса церковно-приходской школы. С раннего возраста трудился в сельском хозяйстве. Участвовал в Гражданской войне в составе Красной Армии. Сражался против военных подразделений атамана Никифора Григорьева. В 1920-х годах занимался общественной деятельностью, был инициатором создания комитета бедноты в родном селе Миновка, его членом и председателем. В 1931 году организовал первый в Магдалинском районе колхоз. С 1933 года переехал вместе с семьёй в село Озаряновка Константиновского района. Трудился скотником в совхозе «Никитовский».
После начала Великой Отечественной войны пытался уйти на фронт добровольцем, но ему было отказано. Участвовал в эвакуации совхозного скота в Ростовскую область. Был в плену, из которого ему удалось бежать. В 1943 году призван в Красную Армию по мобилизации. Сражался в битве на Курской дуге. После освобождения осенью 1943 года от оккупации демобилизовался. Возвратился в Озаряновку, где стал трудился бригадиром полеводческой бригады в совхозе «Никитовский».
В 1948 году бригада под его руководством собрала в среднем с каждого гектара по 31 центнера пшеницы на участке площадью 67 гектаров. Указом Президиума Верховного Совета СССР от 20 августа 1949 года удостоен звания Героя Социалистического Труда за «получение высоких урожаев пшеницы и люцерны при выполнении совхозом плана сдачи государству сельскохозяйственных продуктов в 1948 году и обеспеченности семенами всех культур в полной потребности для весеннего сева 1949 года» с вручением ордена Ленина и золотой медали «Серп и Молот» (№ 4457).
Воспитал шестерых детей. Отец Героя Советского Союза Данилы Потаповича Нестеренко.
После выхода на пенсию проживал в Озаряновке. Умер в сентябре 1973 года. Похоронен на местном кладбище.
Память
Его именем названа улица в посёлке Пивничное Бахмутского района.
Награды
- Герой Социалистического Труда
- Орден Ленина
- Медаль «За боевые заслуги» (28.10.1967)